# Human Rights Act 1998
Der Human Rights Act 1998 ist ein Gesetz des Vereinigten Königreichs Großbritannien und Nordirland, das 1998 beschlossen wurde und am 2. Oktober 2000 in Kraft trat. Es legt fest, dass alle Menschenrechte, die in der Europäischen Menschenrechtskonvention niedergelegt sind, ausdrücklich auch im Vereinigten Königreich gelten. Es schaffte u. a. die Todesstrafe ausdrücklich ab, die allerdings de facto schon länger nicht mehr galt.
Die Sektion 4 gibt den Richtern die Möglichkeit, bei Unvereinbarkeit eines Gesetzes mit der Europäischen Menschenrechtskonvention eine Erklärung der Unvereinbarkeit (englisch Declaration of Incompatibility) abzugeben. Das Parlament ist aber aufgrund des verfassungsrechtlichen Grundsatzes der Parlamentssouveränität (engl. Parliamentary Sovereignty), nach dem das Parlament in seiner Gesetzgebung keinerlei inhaltlichen Bindungen unterliegt, nicht dazu verpflichtet, das Gesetz zu ändern. Dennoch stellt der Human Rights Act im Gesetzgebungsverfahren weitere Verfahrenserfordernisse auf, nach denen sich beispielsweise Minister bei Einbringung von Gesetzentwürfen dazu äußern müssen, ob diese aus ihrer Sicht gegen die Konvention verstoßen.

## Idee einer British Bill of rights
Im Februar 2007 kündigten die Konservativen unter David Cameron eine Kommission zur Erarbeitung einer British Bill of Rights an, die den Human Rights Act von 1998 ersetzen soll.
Im Zuge des Brexit und den damit verbundenen Verhandlungen mit Vertretern der Europäischen Union über die künftigen Beziehungen, lehnte die Regierung im Jahr 2020 geforderte Zusicherungen zur Gültigkeit der Europäischen Menschenrechtskonvention ab, um den Human Rights Act abändern zu können, sobald die Verbindung mit der EU gelöst ist.